# Giuseppe Ottonelli
Giuseppe Ottonelli (né en 1811 à Goito, mort le 31 mars 1899 à Casalromano) est un prêtre patriote de la paroisse de San-Silvestro de la province de Mantoue de 1849 à 1852, condamné à mort par le conseil de guerre autrichien pour avoir acheté des bons Mazziniens et ainsi contribuer aux finances à la préparation de la révolution.

## Biographie
Le 4 décembre 1852, Giuseppe Ottonelli passe devant le conseil de guerre autrichien, qui le condamne à mort pour subversion, et est défait de ses fonctions sacerdotales. Cette peine est commuée le 7 décembre 1852, à un enfermement à perpétuité à la forteresse de Mantoue, puis en raison d'une conduite irréprochable pendant son incarcération, il est libéré au bout de quatre ans d'emprisonnement aux fers.
Don Giuseppe Ottonelli, condamné à mort, dépouillé de ses fonctions sacerdotales et à la dégradation, est gracié par François-Joseph Ier d'Autriche et reprend à nouveau sa robe et ses fonctions sacerdotales en 1866. Nommé prêtre de la paroisse de Casalromano où il accomplira sa mission jusqu'à sa mort le 31 mars 1899,.

## Sources
- (it) Costantino Cipolla, Belfiore : Costituti documenti tradotti dal tedesco ed altri materiali inediti del processo ai Comitati insurrezionali del Lombardo-Veneto (1852-1853), t. II, Milan, FrancoAngeli, 2006, 865 p. (lire en ligne)